# Bramans
Bramans – miejscowość i dawna gmina we Francji, w regionie Owernia-Rodan-Alpy, w departamencie Sabaudia. W 2013 roku populacja gminy wynosiła 432 mieszkańców. Obszar gminy znajduje się w Parc national de la Vanoise. 
W dniu 1 stycznia 2017 roku z połączenia pięciu ówczesnych gmin – Bramans, Lanslebourg-Mont-Cenis, Lanslevillard, Sollières-Sardières oraz Termignon – utworzono nową gminę Val-Cenis. Siedzibą gminy została miejscowość Termignon.